# میچیو آراتاما
میچیو آراتاما (ژاپنی: 新珠 三千代 Aratama Michiyo; ۱۵ ژانویهٔ ۱۹۳۰ – ۱۷ مارس ۲۰۰۱) هنرپیشه ژاپنی بود. از فیلم‌هایی که وی در آن نقش داشته است، می‌توان به کوایدان، وضع بشر و سامورایی قاتل اشاره کرد.